# 1943 chez Disney
Cet article présente la liste des évènements de la Walt Disney Productions ayant eu lieu en 1943.

## Événements

### Janvier
- 1er janvier 1943, Sortie du Donald Duck Der Fuehrer's Face[1]
- 4 janvier 1943, Sortie de The Grain That Built A Hemisphere[2]
- 15 janvier 1943
  - Sortie du court métrage Education for Death[3],[4]
  - Sortie du court-métrage The Winged Scourge[5] (ou 5 novembre)
- 29 janvier 1943, Sortie du Donald Duck Donald crève[6]

### Février
- 6 février 1943, Sortie du film Saludos Amigos aux États-Unis[7],[8]
- 19 février 1943, Sortie du Mickey Mouse Pluto et l'Armadillo[9]

### Mars
- 12 mars 1943, Sortie du Donald Duck La Machine volante[10]

### Avril
- 23 avril 1943, Sortie du Donald Duck Gauche... Droite[11]

### Juillet
- 17 juillet 1943, Sortie du film Victoire dans les airs aux États-Unis[12]

### Août
- 27 août 1943, Sortie du court métrage Reason and Emotion[13],[14]

### Octobre
- 12 octobre 1943, RCA parvient à vendre son réseau NBC Blue qui deviendra American Broadcasting Company l'année suivante[15],[16].

### Novembre
- 5 novembre 1943
  - Sortie du court-métrage The Winged Scourge[17] (ou 15 janvier 1943)
  - Sortie du court-métrage Facéties militaires[18]

### Décembre
- 17 décembre 1943, Sortie du court métrage Petit Poulet[19],[20]